# Districtul Boussemghoun
Boussemghoun este un district din provincia El Bayadh, Algeria.